# マット・スタッツマン
マット・スタッツマン（Matt Stutzman、1982年12月10日 - ）は、アメリカ合衆国のパラアーチェリー選手である。2012年から4大会連続でパラリンピックに出場し、2012年に銀メダル、2024年に金メダルを獲得した。最も遠い目標に当てた記録のギネス世界記録保持者である。
1982年12月10日、アメリカ合衆国のカンザスシティで両腕の無い状態で生まれ、足を腕の代わりとなるよう訓練した。結婚して二人の息子がいる。2013年、パラリンピック選手たちを焦点にした映画『My Way to Olympia』に出演した。